# Quinteto Armorial
O Quinteto Armorial foi um importante grupo de música instrumental  brasileiro formado no Recife em 1970, gravaram quatro LPs até o final do grupo, em 1980. A proposta do Quinteto Armorial era criar uma música de câmara erudita com raízes populares, o grupo conseguiu realizar um trabalho de síntese entre a música erudita e as tradições populares do nordeste, além das medievais galaico-portuguesas.
É considerado o mais importante grupo a criar uma música de câmara erudita brasileira de raízes populares. 

## Histórico
O Quinteto Armorial surgiu no contexto do Movimento Armorial, idealizado pelo escritor Ariano Suassuna, que abrigou entre suas  manifestações trabalhos nas áreas da gravura, pintura, tapeçaria, cerâmica, escultura, poesia, romance, teatro e música.
Antônio José Madureira, convidado em 1970 por Ariano Suassuna para liderar o Quinteto Armorial, descreve assim a proposta do grupo: "fazer uma música popular com elementos eruditos".
Sua obra propõe um diálogo entre o cancioneiro folclórico medieval e as práticas criativas dos cantadores nordestinos e seus instrumentos musicais tradicionais.
A seleção de instrumentos musicais com que o grupo trabalhava era condizente com sua proposta de síntese, composta tanto por rabeca, pífano, viola caipira, violão e zabumba quanto por violino, viola, e flauta transversal.
Em 1974, lançaram, pelo selo Marcus Pereira, o seu primeiro disco, "Do Romance ao Galope Nordestino". Por este disco eles ganharam um Prêmio APCA como o "Melhor Conjunto Instrumental do Ano".
Em 1976, como representante do Brasil, apresentaram-se no Festival Nacional de Folklore de Cosquín, na Argentina, a mais importante reunião de cultura popular do continente, sendo considerada pela imprensa como a apresentação mais importante do festival.

## Integrantes do quinteto
- Antônio José Madureira - viola caipira
- Egildo Vieira do Nascimento - pífano e flauta
- Antônio Nóbrega - rabeca e violino
- Fernando Torres Barbosa - percussão, berimbau
- Edison Eulálio Cabral - violão

## Continuidade
Antônio Nóbrega seguiu carreira solo, o trabalho com a dança e a música tradicional do nordeste que desenvolveu posteriormente mantém profundas relações com as propostas do armorial.
No final dos anos 1990 um trabalho relacionado ao do Quinteto foi desenvolvido pelo Quarteto Romançal. Seu diretor artístico, Antônio José Madureira, foi integrante do Quinteto Armorial.

## Discografia
- 1974 - Do Romance ao Galope Nordestino
- 1976 - Aralume
- 1978 - Quinteto Armorial
- 1980 - Sete Flechas

## Prêmios e indicações
| Ano  | Prêmio      | Categoria                    | Resultado | Ref.  |
| ---- | ----------- | ---------------------------- | --------- | ----- |
| 1975 | Prêmio APCA | Melhor Conjunto Instrumental | Venceu    | [ 1 ] |